# Charly Steiger
Charly Steiger (* 1958 in Darmstadt) ist eine deutsche Medienkünstlerin und Autorin.

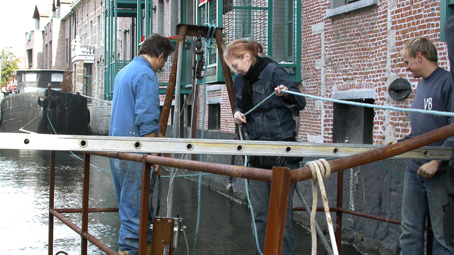
The Dijle Project: Installation

## Leben und Werk

### Musik und Grafik
Während ihres Kunststudiums gründete Steiger 1984 mit Mitstudenten, Musikern und Freunden den Kunstverein SELEKTION e.V.
Sie war sowohl an (Musik-)Veröffentlichungen des angeschlossenen Independent-Labels SELEKTION GdbR (SLP, Compromize) beteiligt, als auch an Publikationen anderer Labels wie RRRecords (Bruitiste). Zusammen mit Joachim Pense, Stefan Schmidt, Ralf Wehowsky (P16.D4) und Roger Schönauer entwickelte sie das Live-Projekt SLP, das u. a. auf den Darmstädter Ferienkursen für Neue Musik, der Ars Electronica Linz und während der 14. Leipziger Jazztage aufgeführt wurde.
Sie gestaltete die visuelle Umsetzung verschiedener Buchveröffentlichungen (Terrorized Term), Plakate (Wintermusik, ZKM Karlsruhe), Plattencover (NNNN u. a.), Kataloge (Who am I) und das Booklet zur CD-Veröffentlichung SLP.
Sie arbeitete auch für andere Independent-Labels oder Musiker aus dem Bereich Musique concrète, Neue Musik und Noise (Bernhard Günter, S.B.O.T.H.I., RLW, Merzbow, Minoru Sato u.w.).
Charly Steiger entwickelte für SELEKTION und Staalplaat eine neue, faltbare und an Vinyl-Platten-Cover angenäherte CD-Verpackung aus Karton (statt der üblichen Jewel Cases), die es ermöglichte, längere Texte oder mehr Bilder beizufügen.
Mehrfach wurden ihre Arbeiten ausgezeichnet (u. a. als „Best promotional and retail Packaging“, 1994).
Von 1991 bis 1995 gestaltete sie das Erscheinungsbild der monatlich erscheinenden Literaturzeitschrift LISTEN.

### Kunst bzw. Lichtinstallationen
Zu Beginn der 1990er Jahre wechselte der Arbeitsschwerpunkt in der eigenen Arbeit als bildende Künstlerin. Sie realisierte zahlreiche Rauminstallationen, stets für den jeweiligen Ort und die jeweilige Situation konzipiert und umgesetzt, u. a. in Frankfurt, Berlin, London, Tokio, Perth und Valencia.
Ihr bevorzugtes künstlerisches Ausdrucksmedium ist dabei animiertes Licht, das über spezielle Projektionsgeräte in Räume und Situationen gebracht wird.
Seit Mitte der 1990er Jahre entstanden sporadisch einzelne Videoarbeiten, zuletzt 2015. Videobilder sind auch das bevorzugte Mittel von Charly Steiger in der Bühnengestaltung.
2011 und 2014 entstanden die Bühnenbilder zu den Performances von Patricia Leinhos „… dein bezauberndes Lächeln“ und „white“. Chary Steiger zeichnete zusammen mit Patricia Leinhos und Jan Deck auch für die Konzeption und die Dramaturgie des Stückes „white“ verantwortlich.

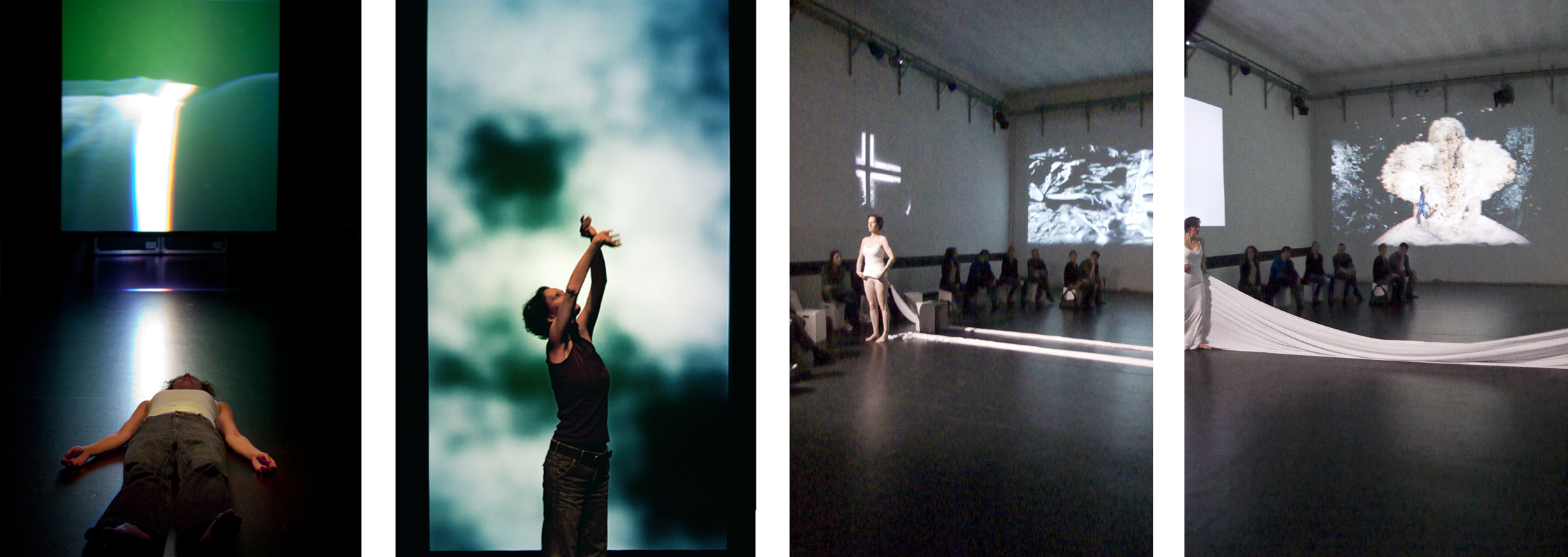
Bühnenbilder „…dein bezauberndes Lächeln“ + „white“

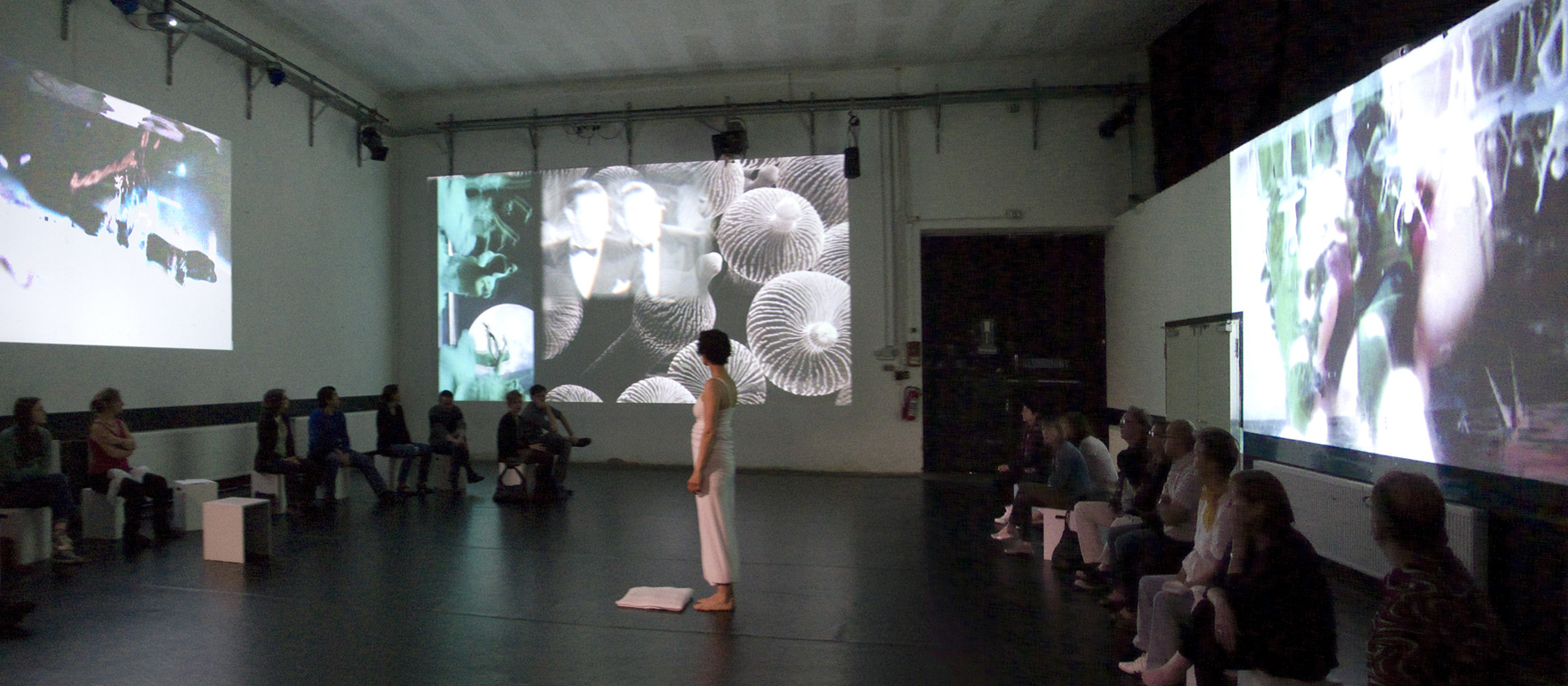
Bühnenbild „white“

#### Auswahl künstlerischer Arbeiten

##### Small Times
1992 inszenierte Charly Steiger erstmals einen Raum als Display seiner selbst. Die Arbeit war auch bei Nacht und von außerhalb des Gebäudes zu sehen – rhythmisiertes Vorbeigleiten minimalistischer Leuchtfelder korrespondierte mit den Bewegungen im sozialen Raum der Passanten auf dem Weg von und zur Arbeit oder dem der Nachtschwärmer des urbanen Lebensstiles.

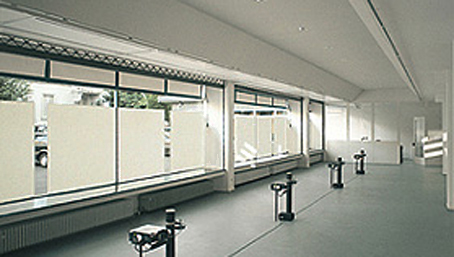
SMALL TIMES: Innenansicht: rotierende Lichtstreifen auf Wänden, Fenstern und Türen

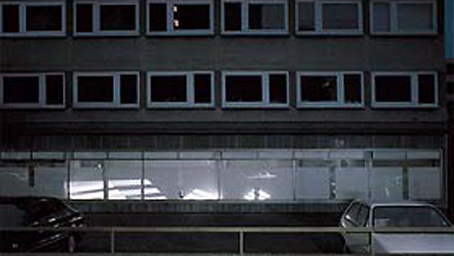
SMALL TIMES: Straßenansicht

##### Echo
1994 schattierte sie in ECHO die großen Fensterflächen einer Ausstellungshalle. Es wurden 4 einfache grafische Formen in einem dunklen, fast violetten Blau an die Wände projiziert und langsam auf- und abgedimmt, so dass sich die Leuchtfelder oft an der Grenze zur Wahrnehmbarkeit bewegten. Für den flüchtigen Besucher erschien die Halle dann mitunter leer. Erst ein längeres Verweilen ermöglichte die komplette Erfassung der Arbeit.

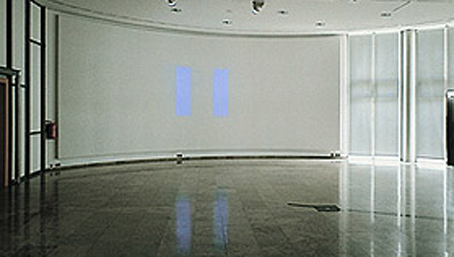
ECHO: die Lichtfelder bei 100%iger Helligkeit; linke Saalhälfte

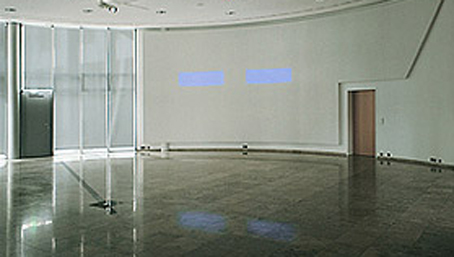
ECHO: rechte Saalhälfte

##### Perforatie
1999 kuratierte Jan Hoet die Ausstellung „Epifanie“ in der Abdij van't Park in Leuven (Belgien). Steiger entwickelte für diese Ausstellung die Arbeit PERFORATIE, die das Gebäude einer alten Remise in ein Theater ohne Aufführung verwandelte und damit für die Spaziergänger im Park den Ort von einem Depot der Marginalien zu einem die Umgebung determinierenden Akteur machte.

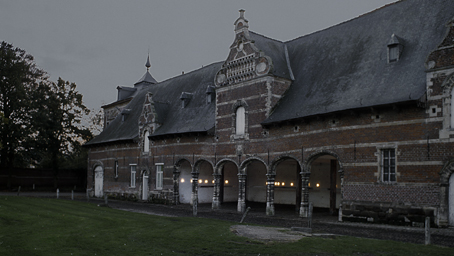
PERFORATIE: Die Remise mit „Foyer“

##### Aria
2003 entstand für das Museum Schloss Dyck in einer ebenfalls von Jan Hoet kuratierten Eröffnungsausstellung die Außenarbeit ARIA, die 3 Jahre den Hof und das architektonisch auf Weitläufigkeit hin angelegte Portal des Schlosses bespielte.
Durch zahlreiche An- und Umbauten an den ursprünglichen Schlosstrakt ist der Innenhof in ein enges räumliches Korsett gepackt – Charly Steigers Arbeit verschaffte dem Innenhof projektiv jene Weite und Luft, auf die hin das Portal einst gestaltet worden war.

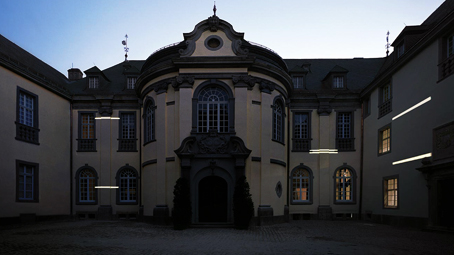
ARIA: Blick durch den Hofdurchgang auf 3 der 5 asynchron über die Wände gleitenden Doppel-Lichtstreifen

##### The Dijle Project / By the Way
Ein größeres Projekt im öffentlichen Raum entstand 2006 in Mechelen (Belgien), anlässlich der 2500-Jahr-Feier der Stadt. Hier setzte Steiger ihren Entwurf aus einem internationalen Einladungswettbewerb um.
Über 1,5 Kilometer erstreckte sich ihre Installation THE DIJLE PROJECT aus Partitur-ähnlich wechselnd gedimmten, sich über dem Wasser kreuzenden Lichtstrahlen entlang des innerstädtischen Flusslaufs der Dijle – Kommentar zu und Begleitung der Passanten an den Uferwegen, Straßen und Brücken.
Im Rahmen dieses Projektes entstand auch eine Neon-Zeichnung über einer Brücke, die den Zugang zum direkt an der Dijle gelegenen Theater t'Arsenaal bildet.

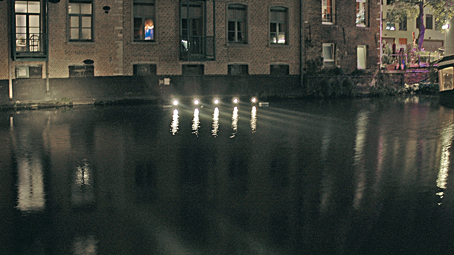
THE DIJLE PROJECT: Die Dijle bei Nacht im Zentrum von Mechelen …

Im Cultuurcentrum Mechelen fand im gleichen Jahr die Übersichtsausstellung BY THE WAY mit einer Revision einiger ihrer frühen Installationen statt.

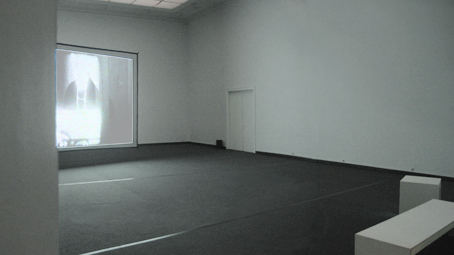
BY THE WAY: Blick von der Rotunde in den Video-Saal

##### sheer, reflected
In dem seit einigen Jahren als Kunst- und Kulturraum genutzten Kirchenraum installierte Steiger 2014 eine gleichsam poetische und leichte wie präzise und raumgreifende Arbeit. „sheer, reflected“ besteht aus 30 LED-Leuchten, deren Anmutung denen traditioneller Leuchtstoffröhren nahekommt – einem verbreiteten Leuchtmittel der 1950er Jahre –, und so den zeitlichen Kontext der Arbeit bis hin zum Entstehungszeitraum des Kirchenbaus selbst öffnete. Helligkeitswechsel der einzelnen Leuchten sind in Mustern organisiert – in erkennbaren ebenso wie in kaum decodierbaren Abschnitten – und bildeten so den Gegenpart zu der wechselnden Qualität des über Fenster und Kuppel einfallenden Tageslichts. Die Abstände der einzelnen Leuchtröhren waren gegen die Optik der perspektivischen Verkürzung organisiert. Die Reihen durchquerten das Kirchenschiff versetzt zur Mittelachse und thematisierten die nur in Teilen symmetrische Struktur des Baus. Besuchern erschlossen sich beim Gang durch den Raum unterschiedliche Sichtachsen, von denen aus der Raum neu erlebt werden konnte. Die LED-Leuchten wurden nach dem Abbau der Arbeit für eine permanente Lichtinstallation 2015 am Glockenturm wiederverwendet.

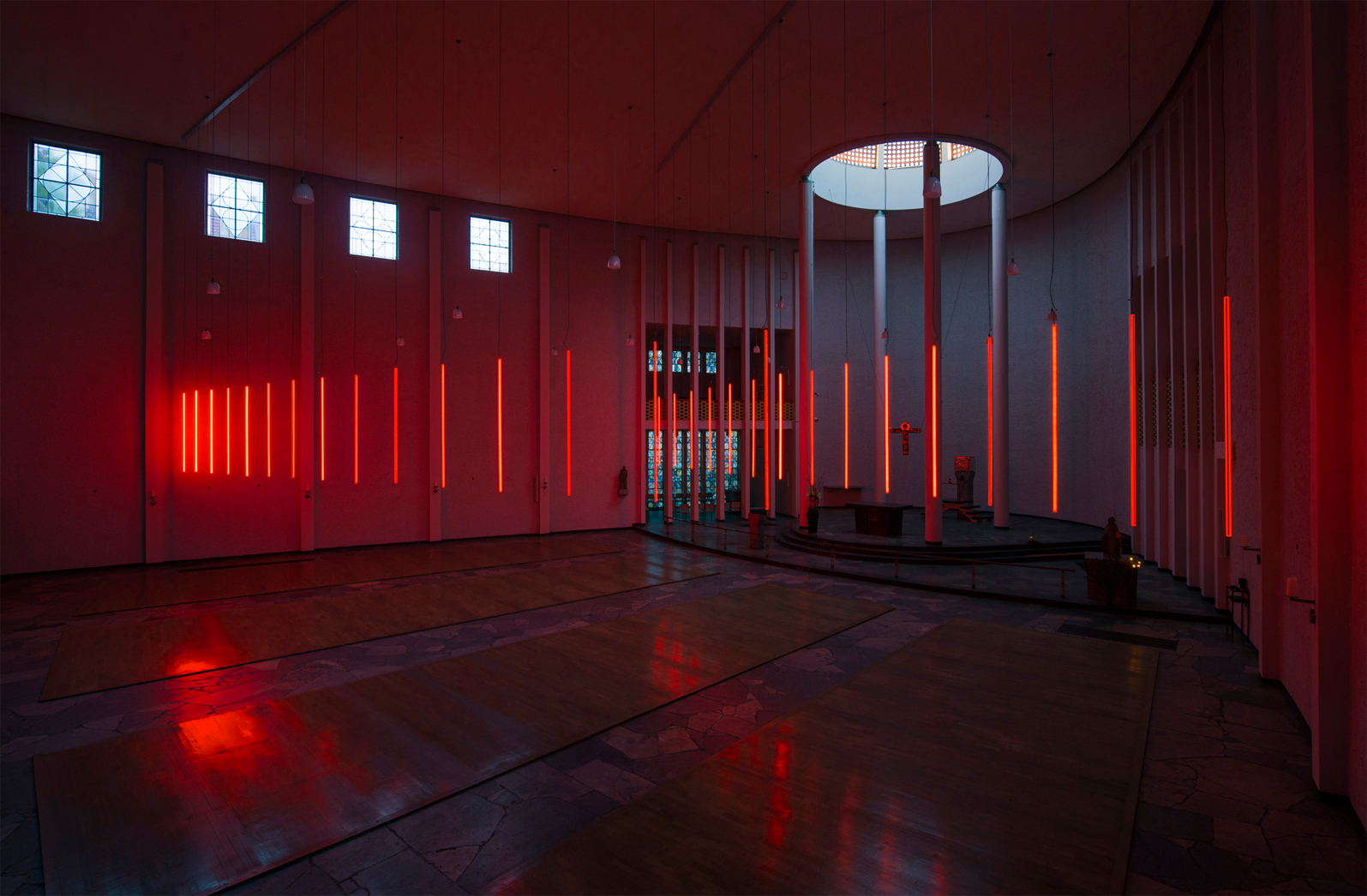
SHEER, REFLECTED: Blick seitlich zum Altar

##### skalen
Im Anschluss an „sheer, reflected“ entstand mit dem dort eingesetzten Material die permanente Arbeit „skalen“ am Kirchturm der Allerheiligenkirche in Frankfurt. In Mustern und scheinbar zufälligen Schaltungen beleuchten rote LEDs das Innere und die teilweise offene Konstruktion des Glockenturms. Aus der Einladung: „Indem sich Kunst dieser Marker (der Kirchtürme) annimmt, vollzieht sich, was auch an den kunstvoll mit Licht in Szene gesetzten Wolkenkratzern abzusehen ist: Plötzlich affiziert mit einer scheinbar abseitigen Bedeutung, verstärkt dieses Andere das Ursprüngliche, bestätigt es und stellt es gleichzeitig in Frage. Für die Betrachtenden öffnet sich so ein Raum für Interpretation und Selbstverortung.“

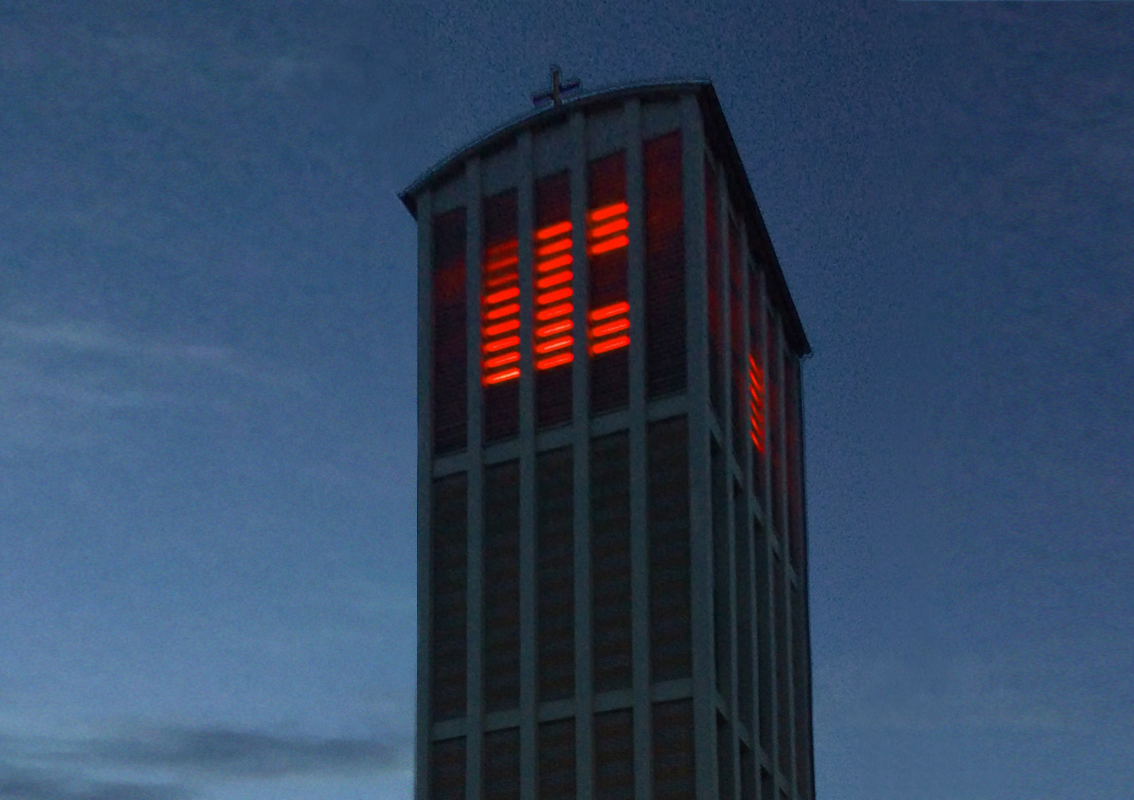
SKALEN: Blick auf den Glockenturm der Allerheiligenkirche, Frankfurt am Main

#### Stilistische Einordnung
Inhaltlich zeichnet sich die Arbeit Steigers durch einen die situativen Gegebenheiten hinterfragenden Ansatz aus, der Raum nicht nur als architektonische, sondern auch als soziale und kognitive Kategorie denkt.
Sie verwendet eine minimalistische, reduzierte Formensprache, die, besonders in größeren Projekten, oft eine ephemere Qualität erreicht.
Ihre Arbeiten sind geprägt durch unaufdringliche Präsenz, die Präzision der Eingriffe und Umdeutungen, sowie durch eine reduktionistische Formenwahl; sie bilden eine klare Folie für eine aktive Aneignung durch den Betrachter.
Der Betrachter ist dabei in seinen verschiedenen Rollen stets mitgedacht als Teil der von ihm besuchten Installationen:
Interaktiv steuernd wie in FLOW (Ars Electronica, Linz) und KINO (Galerie Hoffmann, Friedberg) oder als Schirm- und Reflexionselement wie in SCOPE (Nassauischer Kunstverein, Wiesbaden), als Steady-Cam wie in IMPROMPTU (Kawasaki City Museum, Kawasaki) oder als Explorer wie in TOPOGRAPHIES (Perth, Western Australia).
Die oft nur kurze Zeit installierten medialen Arbeiten werden nach Ausstellungsende rückgebaut, es gibt jedoch auch einige permanente Arbeiten in Verwaltungsbauten, Geschäftshäusern und Museen, ebenso sind einige wenige Video-Filme gelegentlich in verschiedenen Installationen zu sehen.

### Kuratorisches Arbeiten
Erste kuratorische Erfahrungen sammelte Steiger, als sie 1992 in der Ausstellungshalle Portikus, Frankfurt am Main (unter der Leitung des damaligen Städel-Direktors Kasper König), die LISTEN-Ausstellung entwarf und betreute (u. a. mit Künstlern wie Thomas Bayrle und Tamara Grcic).
Von 1989 bis 1999 leitete sie den Ausstellungsraum SEQUENZ (Frankfurt am Main), in dem sie avancierte Ansätze aktueller Kunstproduktion vorstellte, zu thematischen Reihen zusammengefasst und als Einzelausstellungen präsentiert. Beteiligte Künstlerinnen waren u. a. Alba D’Urbano, Laura Padgett, Joanna Jones und Heide Weidele.

### Lehrtätigkeiten
In den 1990er Jahren erhielt sie vermehrt Lehraufträge an verschiedenen Universitäten und Fachhochschulen (u. a. Leopold-Franzens-Universität Innsbruck, FH Augsburg, Curtin University Perth, Universität Karlsruhe und Freie Akademie der Künste in Hamburg); 2003 und 2004 leitete sie als Professorin die Fachklasse Intermedia der Akademie / HGB Leipzig.

### Werkveröffentlichungen
Im Rahmen von SELEKTION wurden 1996 und 1999 auch zwei Werkkataloge aufgelegt sowie eine Video- und eine CD-Veröffentlichung, 1994 und 2001, die die Arbeiten der Künstlerin zeigen.

### Stipendien
1995 – Arbeitsstipendium des Landes Hessen (Ministerium für Wissenschaft und Kunst)
1996 – Artist-in-Residenz-Stipendium der Curtin University Perth, W.A.
2014 – Merck-Stipendium für junge Literatur / Darmstädter Textwerkstatt

### Autorschaft
Seit einigen Jahren veröffentlicht Charly Steiger auch literarische Texte (auch unter Pseudonym) in verschiedenen Medien (Print und Online).
So erschienen Kurz-Prosa und Lyrik in: "Bawülon 4/2015" (Literaturzeitschrift, Pop-Verlag 2015), "DAS EIGENE IM ANDEREN. ISTANBUL" (Taschenbuch, Poetenladen 2018), "WORTSCHAU Nr. 32" (Literaturzeitschrift, WORTSCHAU Verlag 2018) sowie "außer.dem" (Literaturzeitschrift, Verlag außer.dem, Oktober 2019).
Sie unterhält eine eigene Website für ihre literarischen Arbeiten, auf der sie in unregelmäßigen Abständen neue Beiträge publiziert.

## Kataloge
- „licht / light 1“ Selektion, Frankfurt 1996, ISBN 3-00-001111-0
- „licht / light 2“ Selektion, Frankfurt 1999, ISBN 3-934801-00-5

## Publikationen
- „Bawülon 4/2015“ Pop-Verlag, Ludwigsburg 2015, ISSN 2192-3809
- „DAS EIGENE IM ANDEREN. ISTANBUL“ Poetenladen, Leipzig 2018, ISBN 978-3-940691-90-3
- „WORTSCHAU Nr. 32“ WORTSCHAU Verlag, Neustadt 2018, ISBN 978-3-944286-22-8
- „außer.dem“ Verlag außer.dem, München 2029, ISSN 1613-6713